# Nebria lafresnayei
Nebria lafresnayei – gatunek chrząszcza z rodziny biegaczowatych. Zamieszkuje góry w Hiszpanii, Andorze i Francji.

## Taksonomia
Gatunek ten opisany został po raz pierwszy w 1821 roku przez Jean Guillaume’a Audinet-Serville’a. Dawniej klasyfikowany bywał w podrodzaju lub rodzaju Alpaeus, jednak współcześnie umieszcza się go w podrodzaju nominatywnym (Nebria s.str.) rodzaju lesz. W jego obrębie tworzy on podgrupę gatunków lafresnayei, reprezentowaną także przez N. andarensis i N. leonensis.
W obrębie omawianego gatunku wyróżnia się cztery podgatunki:
- Nebria lafresnayei cantabrica Bruneau de Miré, 1964
- Nebria lafresnayei foudrasi Dejean, 1828
- Nebria lafresnayei ferruginipes Pic, 1903
- Nebria lafresnayei lafresnayei Audinet-Serville, 1821

## Morfologia
Chrząszcz o ciele smukłym i dość płaskim, jednak nieco słabiej spłaszczonym i wydłużonym niż u N. leonensis. Głowa jest silnie przewężona w części szyjnej. Czułki są długie i mają człon pierwszy dłuższy od drugiego, u N. l. foudrasi i N. l. ferruginipes ponad półtorakrotnie dłuższy od drugiego i silnie zgrubiały w części wierzchołkowej, u pozostałych gatunków krótszy niż półtorakrotność następnego i słabiej u szczytu pogrubiony. Głaszczki wargowe mają po cztery szczecinki na członach przedostatnich. Przedplecze jest większe i bardziej sercowate niż u N. andarensis. Przednie kąty są silniej niż u N. leonensis zaokrąglone, tylne zaś kąty wystają ku tyłowi. Obrzeżenie przedplecza jest wyraźnie punktowane, przy przednich kątach silnie zwężone. Podstawa przedplecza jest u N. l. foudrasi mocniej punktowana niż u N. l. ferruginipes. U podgatunku nominatywnego przedplecze jest silniej w przednich kątach zwężone, a jego krawędzie boczne są bardziej kanciaste przy szczecinkach krawędziowych i mocniej wklęśnięte przed kątami tylnymi niż u N. l. cantabrica. Pokrywy są w zarysie łezkowate, o stosunku długości do szerokości mniejszym 3, o lepiej wyrażonych kątach barkowych niż u N. leonensis. Ich międzyrzędy są bardziej sklepione niż u N. leonensis. U podgatunku nominatywnego punktowanie międzyrzędów jest delikatniejsze i płytsze niż u N. l. cantabrica. Episternity zatułowia (metepisterna) są dłuższe niż szerokie. Długie, smukłe odnóża bieżne są nieco jaśniejsze od ciała, ale nie kontrastują z nim tak jak u N. leonensis. Tylna para odnóży ma jedną szczecinkę na biodrze oraz wystający ku tyłowi spód czwartego członu stopy. Odwłoka ma liczne szczecinki na sternitach trzecim i czwartym.

## Ekologia i występowanie
Owad nielotny, górski. Jest gatunkiem palearktycznym, endemicznym dla Europy Zachodniej, znanym z Hiszpanii, Andory i Francji. Podgatunek nominatywny rozprzestrzeniony jest w zachodniej i środkowej części Pirenejów, od Roncesvalles po Andorę. Podgatunek N. l. ferruginipes zamieszkuje wschodnie Pireneje, w tym Massifs de Carlitte, Canigou oraz Puigmal d’Err. Podgatunek N. l. foudrasi zasiedla południową część Masywu Centralnego. N. l. cantabrica jest z kolei endemitem Gór Kantabryjskich.